# Singapur en los Juegos Olímpicos de Barcelona 1992
Singapur estuvo representado en los Juegos Olímpicos de Barcelona 1992 por un total de 14 deportistas, 11 hombres y 3 mujeres, que compitieron en 6 deportes.
El equipo olímpico singapurense no obtuvo ninguna medalla en estos Juegos.